# Komonice
Komonice (Melilotus) je rod rostlin z čeledi bobovitých, zahrnující asi 20 druhů rozšířených v Evropě, Asii a severní Africe. Komonice jsou přímé byliny s trojčetnými listy a žlutými nebo bílými květy v hroznovitých květenstvích. V České republice se vyskytují celkem 4 původní druhy, z nichž nejběžnější je komonice lékařská a komonice bílá.

## Popis
Komonice jsou jednoleté nebo dvouleté byliny se silným dlouhým kořenem a přímou nebo vystoupavou rozvětvenou lodyhou. Listy jsou trojčetné, s pilovitými (výjimečně téměř celokrajnými) lístky a téměř nebo zcela celokrajnými palisty. Postranní lístky jsou téměř přisedlé, koncový je zřetelně řapíčkatý. Květy jsou bílé nebo žluté, drobné, uspořádané v prodloužených úžlabních hroznech. Koruna je opadavá, s podlouhle obvejčitou a na vrcholu uťatou až mírně vykrojenou pavézou, úzkými křídly a srpovitým tupým člunkem. Tyčinky jsou dvoubratré (9+1). Semeník je přisedlý nebo krátce stopkatý, se 2 až 8 vajíčky a nitkovitou prohnutou a často vytrvalou čnělkou zakončenou drobnou bliznou. Lusky jsou kulovité až obvejčité nebo vřetenovité, na povrchu se síťovitým vzorem, částečně vyčnívající z vytrvalého kalichu. Obsahují 1 až 2 vejcovitá semena.

## Rozšíření
Komonice se vyskytují v počtu asi 20 druhů v mírných až subtropických oblastech v Evropě, Africe a Asii. Některé druhy byly zavlečeny do Ameriky, Austrálie a na Nový Zéland. V české květeně je rod komonice zastoupen celkem 4 původními druhy. Zdaleka nejhojnější je komonice bílá (M. albus a komonice lékařská (M. officinalis), vyskytující se na většině území od nížin do podhůří. Komonice zubatá (M. dentatus) a komonice nejvyšší (M. altissimus) jsou méně běžné. Zřídka jsou k nám zavlékány komonice indická (M. indicus) a komonice povolžská (M. wolgicus) a velmi vzácně i komonice sicilská (M. messanensis) a komonice brázditá (M. sulcatus).
Z celé Evropy je udáváno 17 druhů. Nejvíce je jich rozšířeno ve Středomoří (M. elegans, M. indica, M. infesta, M. italica, M. messanensis, M. neapolitana, M. segetalis a M. sulcata, v Turecku endemická M. physocarpa), další pak v Rumunsku a východní Evropě (M. arenaria, M. taurica, M. polonica a M. wolgica). Nejvíce na sever (místy až za polární kruh) z evropských druhů proniká komonice bílá. V evropských horách pronikají komonice max. do montánního, výjimečně i subalpínského stupně (v ČR do výšky asi 800 metrů).

## Taxonomie
V taxonomii některých druhů komonic panují nejasnosti, zejména v okruhu Melilotus dentatus a M. altissimus. V Klíči ke Květeně ČR je uveden název Melilotus macrorrhizus Pers jako synonymum pro M. dentatus Pers a v díle Květena ČR je tento taxon dokonce uveden pod názvem M. macrorrhizus Pers. V zahraničních zdrojích se většinou uvádí název M. macrorrhizus Pers jako synonymum pro M. altissimus Thuill. Nejednotné je také přechylování (např. Melilotus albus versus M. alba).

## Zástupci
- komonice bílá (Melilotus albus)
- komonice brázditá (Melilotus sulcatus)
- komonice indická (Melilotus indicus)
- komonice lékařská (Melilotus officinalis)
- komonice nejvyšší (Melilotus altissimus)
- komonice povolžská (Melilotus wolgicus)
- komonice sicilská (Melilotus messanensis)
- komonice zubatá (Melilotus dentatus)[1]

## Význam
Komonice lékařská je podobně jako komonice nejvyšší používána v lékařství a lidovém léčitelství. Některé druhy komonic, zejména komonice bílá a komonice lékařská, jsou v ČR zřídka vysévány jako pícnina a zelené hnojení. V indické medicíně jsou využívány druhy komonice lékařská a komonice indická.